# Bryan Volpenhein
Bryan Volpenhein (Cincinnati, 18 agosto 1976) è un ex canottiere statunitense, vincitore della medaglia d'oro nell'8 con a Atene 2004 e di bronzo sempre nell'8 con a Pechino 2008.

## Palmarès
- Olimpiadi

Atene 2004: oro nell'8 con.
Pechino 2008: bronzo nell'8 con.
- Campionati del mondo di canottaggio

1998 - Colonia: oro nell'8 con.
1999 - St. Catharines: oro nell'8 con.
2002 - Siviglia: bronzo nell'8 con.
2003 - Milano: argento nell'8 con.
2005 - Kaizu: oro nell'8 con.